# ستون (خودرو)

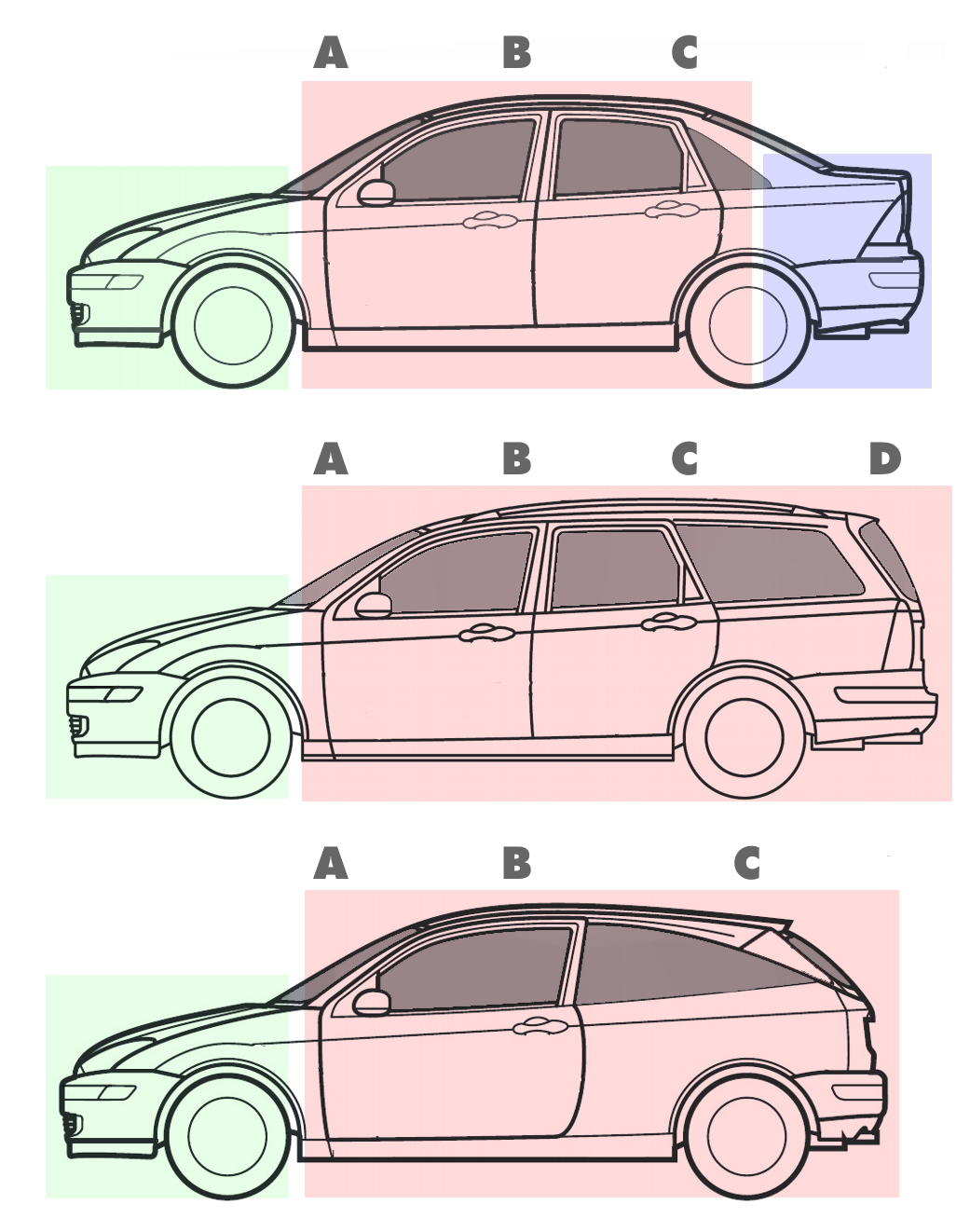
پیکربندی معمولی ستون‌های خودروهای سدان (سه جعبه)، استیشن واگن (دو جعبه) و هاچ‌بک (دو جعبه) از بازه مدل یکسان.

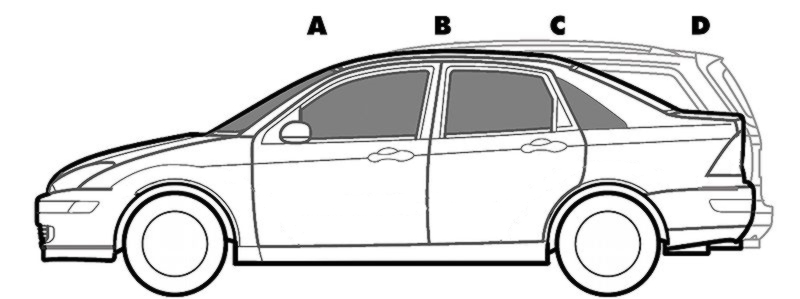
پیکربندی معمولی ستون‌های یک خودروی سدان (سه جعبه) و استیشن واگن (دو جعبه) از بازه مدل یکسان.

نمودار یک خودروی پنج در هاچ‌بک (دو جعبه) قرار گرفته بر روی نمای یک استیشن واگن (دو جعبه) از بازه مدل یکسان—در این مورد هر دو خودرو دارای ستون D هستند.

ستون‌ها پشتیبان‌های عمودی یا نزدیک به عمودی محدوده پنجره یا گلخانه خودرو هستند که از نمای جانبی و از جلو به عقب به‌ترتیب با نام ستون ‏A‏، ‏B‏، ‏C‏ یا (در خودروهای بزرگ‌تر) ستون D مشخص می‌شوند.
شیوهٔ نام‌گذاری الفبایی منسجم برای ستون‌های خودرو، امکان استفاده از ارجاع‌دهی مشترک در تمام گفتگوهای طراحی و ارتباطات منتقدانه را فراهم می‌کند. به‌عنوان مثال تیم‌های نجات جهت تسهیل برقراری ارتباط به‌هنگام بریدن بدنهٔ خودروهای تخریب‌شده با استفاده از فک‌های حیات، از اسامی ستون‌های خودرو بهره می‌برند.

## طراحی
در مواردی که ستون B (یا میانی) در خودروهای سدان چهار در به‌کار رفته‌باشد، این ستون معمولاً یک سازهٔ فولادی بسته است که به‌واسطهٔ جوشکاری به بخش زیرین رکاب و صفحه کف خودرو، و در بالا نیز به ریل یا پنل سقف خودرو متصل شده‌است. این ستون به‌عنوان یک پشتیبان ساختاری برای سقف خودرو کاربرد داشته، و به‌عنوان محلی برای نصب کلون درهای جلو و لولای درهای عقب طراحی می‌شود.
طراحی درها و سقف یک خودرو، به‌عنوان پرهزینه‌ترین بخش‌های بدنه جهت توسعه یا بازسازی، مهم‌ترین فاکتور جهت برآورده کردن استانداردهای ایمنی و تصادف است. در طراحی برخی خودروها از ستون‌های A (حاشیهٔ شیشه جلو) نازک‌تر و شکاف‌دار جهت بهبود میدان دید راننده، و در نتیجه کاهش نقاط کور استفاده شده و جهت استحکام بیشتر، این ستون‌ها از فولاد آلیاژی محکم‌تر ساخته می‌شوند. ستون B یا ستون میانی خودرو به‌عنوان «یکی از پیچیده‌ترین ساختارهای ممکن در میان سایر بخش‌های خودرو» ممکن است از یک سازهٔ چند لایه شامل لایه‌هایی با طول‌ها و استحکام‌های مختلف تشکیل شده‌باشد.
وسایل نقله بسته‌ای که فاقد ستون B یاشند، به‌طور گسترده‌ای با نام سقف سخت شناخته می‌شوند و تاکنون به دو شکل دو یا چهار در و در قالب مدل‌های کوپه، سدان و استیشن‌واگن موجود بوده‌اند. طرح‌های بدون ستون B یا میانی در پشت درهای جلو برای پشتیبانی سقف خودرو، میدان دید بیشتری را برای سرنشینان خودرو فراهم می‌کنند، با این حال لازم است که سازه‌های زیرین بدنه جهت افزایش استحکام ساختاری خودرو تقویت شوند. در اوایل دهه ۱۹۷۰، شرکت جنرال موتورز گسترهٔ استفاده از واژهٔ «سقف سخت» را به‌گونه‌ای گسترش داد که مدل‌هایی که دارای ستون B بودند را نیز در بر بگیرد؛ اگرچه «تا آن زمان بیشتر افراد تصور می‌کردند که یک خودروی سقف سخت، خودرویی است که فاقد ستون میانی باشد.»
حتی در صورت عدم وجود یکی از ستون‌ها در طراحی بدنه، این ستون‌ها در نظر گرفته می‌شوند؛ در مواردی که بخش گلخانه (محدودهٔ پنجره‌ها) شامل یک شکاف میان پنجره‌ها یا درها بدون وجود یک سازهٔ پشتیبان عمودی در آن موقعیت باشد، برای نام‌گذاری سایر ستون‌ها، آن ستون ناموجود «رد می‌شود». بنابراین در یک خودروی کوپه با طراحی سه‌جعبه، حتی در غیاب ستون میانی یا B، می‌توان آخرین ستون در عقب خودرو را ستون C نامید. به‌طور متقابل در صورت وجود درهای اضافه، مثلاً در خودروهای لیموزین، ستون‌های میانی جدیدی پدیدار می‌شوند؛ این ستون‌های میانی در اینگونه خودروها با نام ‏B1‏، ‏B2‏ و الی آخر شناسایی می‌شوند.

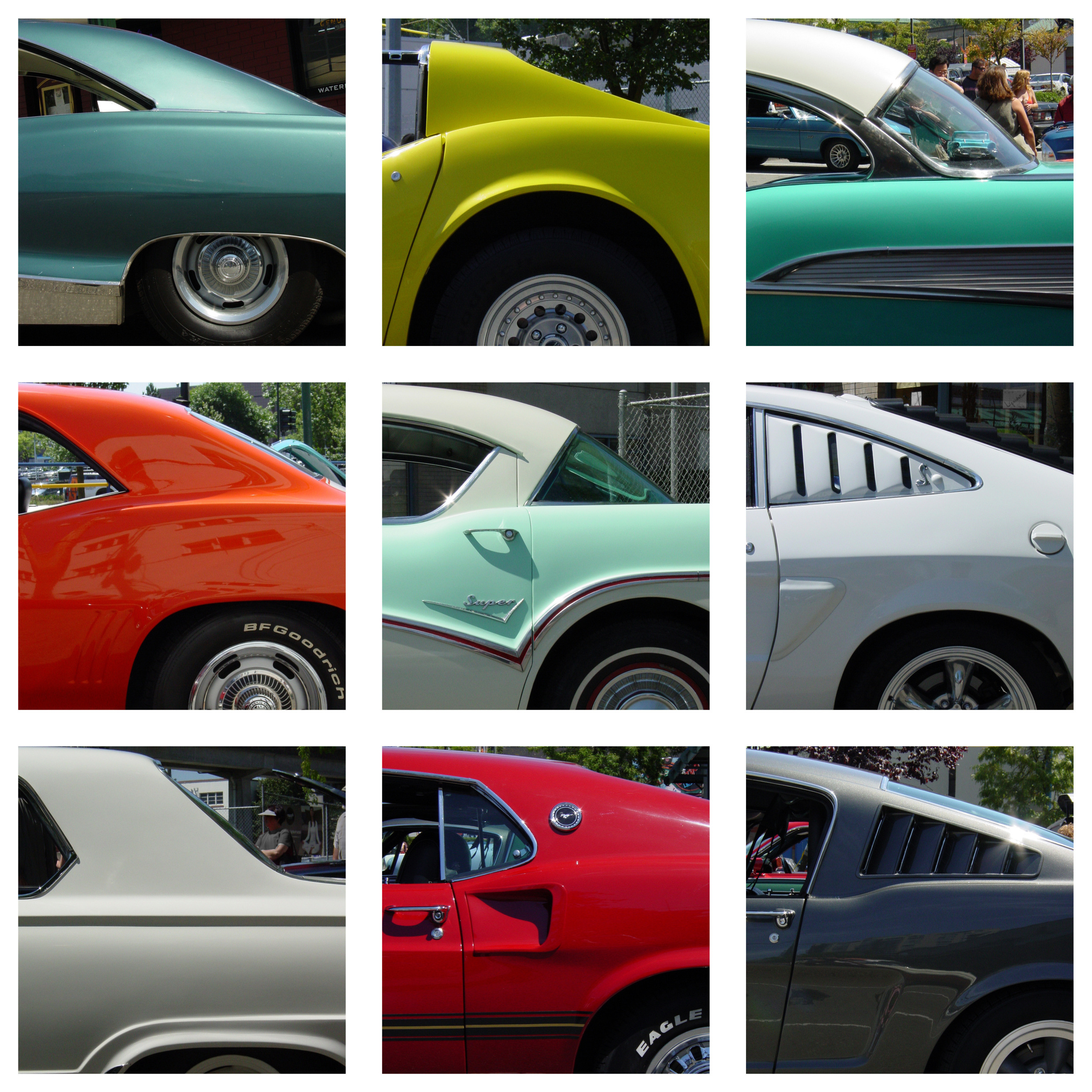
یک گونه‌شناسه تصویری که نشان‌دهندهٔ انواع مختلف طراحی ستون C در خودروها است.
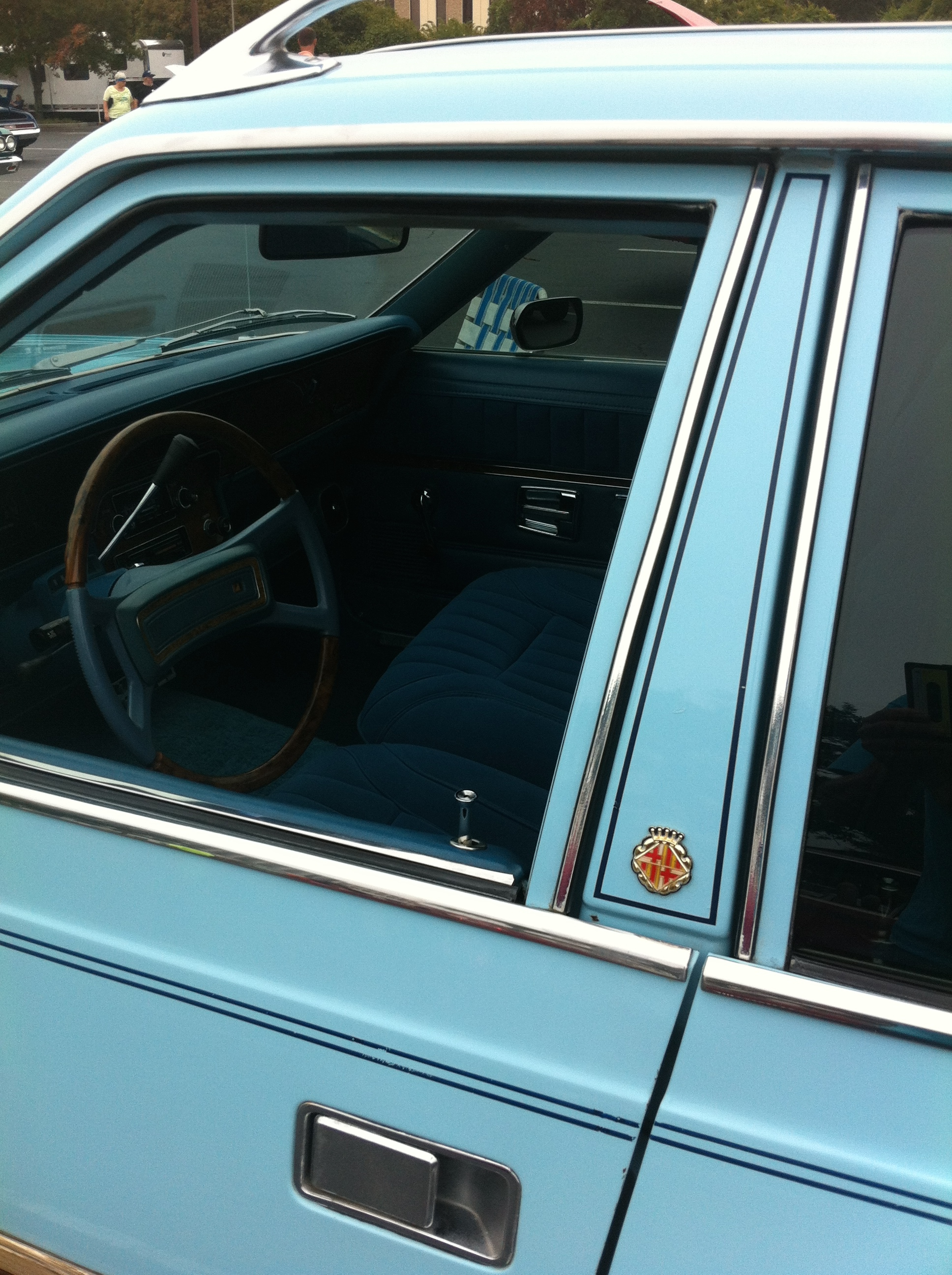
ستون B یا ستون میانی در میان درهای جلو و عقب یک خوردوی استیشن‌واگن ای‌ام‌سی کنکورد.
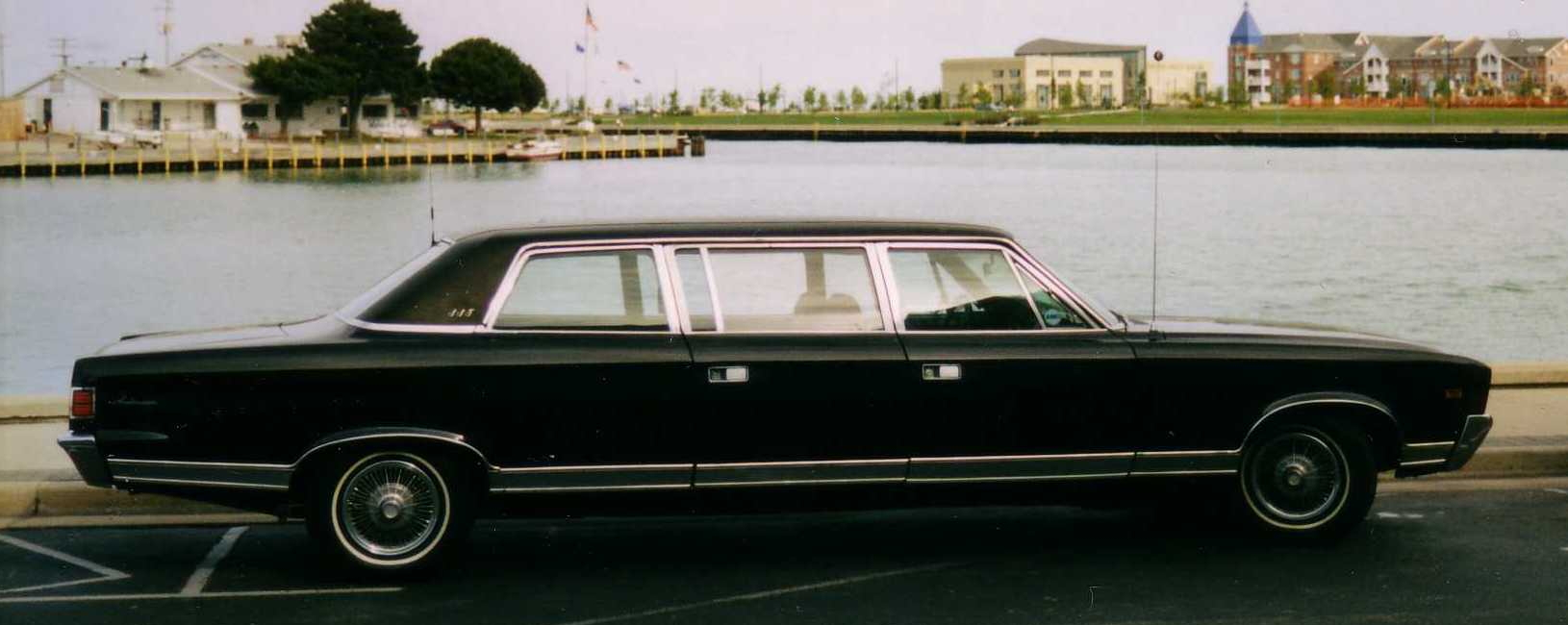
از چپ به راست: ستون‌های ‏C‏، ‏B2‏، ‏B1‏ و ستون‌های A، با شیشه لچکی کوچک برای هر دو در (ای‌ام‌سی امبسادور)
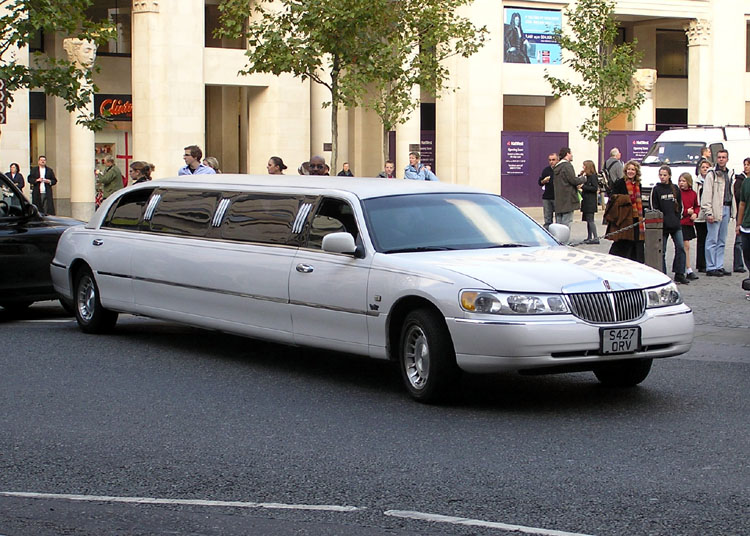
یک خودروی لینکلن تاون کار با پنج ستون (‏A‏، ‏B1‏، ‏B2‏، ‏B3‏ و C)
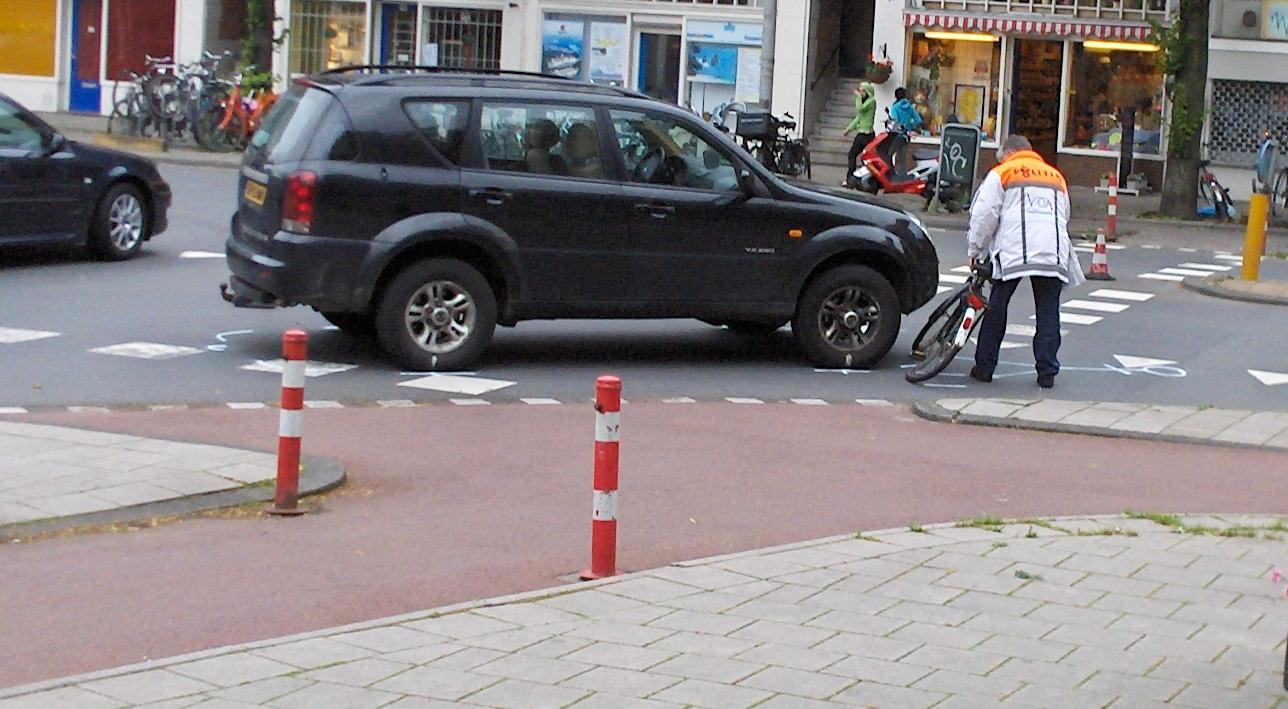
تصادفی که در پی حضور دوچرخه‌سوار در نقطهٔ کور خودرو رخ داده‌است.